# Liste der Geotope im Landkreis Rastatt
Diese sortierbare Liste der Geotope im Landkreis Rastatt enthält die Geotope im baden-württembergischen Landkreis Rastatt, die amtlichen Bezeichnungen für Namen und Nummern sowie deren geographische Lage.  Die Geotope sind im Geotop-Kataster Baden-Württemberg dokumentiert und umfassen Aufschlüsse von Gesteinen, Böden, Mineralien und Fossilien sowie besondere Landschaftsteile.

## Liste
Im Landkreis sind 210 Geotope (Stand 14. Mai 2021) vom Landesamt für Geologie, Rohstoffe und Bergbau (LGRB) ausgewiesen.
| Steckbrief Nr. (PDF) | Name                                                                                           | Geotoptyp          | Gemeinde/Stadt, Gemarkung      | Koordinaten                     | Bild | Bemerkungen |
| -------------------- | ---------------------------------------------------------------------------------------------- | ------------------ | ------------------------------ | ------------------------------- | ---- | --- |
| 252                  | Aufg. Steinbruch E von Forbach-Gausbach                                                        | Aufschluss         | Forbach Gemarkung Gausbach     | 48° 41′ 5,1″ N, 8° 22′ 32,1″ O  |      | Geologische Einheit: Bühlertalgranit                                                                                 |
| 2928                 | Tiefbettfelsen, Bühlertal                                                                      | Felsformation      | Bühl Gemarkung Altschweier     | 48° 39′ 7,9″ N, 8° 13′ 30,3″ O  |      | Geologische Einheit: Bühlertalgranit Status: geschützt Geotop-ID ND17                                                |
| 2929                 | Bühlerstein, Bühl                                                                              | Felsformation      | Bühl Gemarkung Bühlertal       | 48° 40′ 49,1″ N, 8° 10′ 12,2″ O |      | Geologische Einheit: Bühlertalgranit Status: geschützt Geotop-ID ND6                                                 |
| 2930                 | Brockenfelsen, Bühlertal                                                                       | Felsformation      | Bühl Gemarkung Bühlertal       | 48° 40′ 9,2″ N, 8° 12′ 58″ O    |      | Geologische Einheit: Bühlertalgranit Status: geschützt (Naturdenkmal Brockenfelsen)                                  |
| 2931                 | Falkenfelsen, Bühlertal                                                                        | Felsformation      | Bühl Gemarkung Bühlertal       | 48° 40′ 13,8″ N, 8° 13′ 17,5″ O |      | Geologische Einheit: Bühlertalgranit Status: geschützt Geotop-ID ND10                                                |
| 2932                 | Oskar-Dresel-Felsen, Bühlertal                                                                 | Felsformation      | Bühl Gemarkung Bühlertal       | 48° 39′ 50,1″ N, 8° 13′ 49,2″ O |      | Geologische Einheit: Bühlertalgranit Status: geschützt (Naturdenkmal Oskar-Dresel-Felsen)                            |
| 2933                 | Bärenfelsen, Bühlertal                                                                         | Felsformation      | Bühl Gemarkung Bühlertal       | 48° 39′ 36,6″ N, 8° 14′ 0,1″ O  |      | Geologische Einheit: Bühlertalgranit Status: geschützt Geotop-ID ND16                                                |
| 2934                 | Beerstein, Bühlertal                                                                           | Felsformation      | Bühl Gemarkung Eisental        | 48° 41′ 51,9″ N, 8° 12′ 28,1″ O |      | Geologische Einheit: Bühlertalgranit Status: geschützt (Naturdenkmal Beerstein)                                      |
| 2935                 | Schreckenstein, Bühl-Eisental                                                                  | Felsformation      | Bühl Gemarkung Eisental        | 48° 42′ 2,3″ N, 8° 12′ 30,9″ O  |      | Geologische Einheit: Bühlertalgranit Status: geschützt Geotop-ID ND21                                                |
| 2936                 | Dachsbaufelsen, Bühlertal                                                                      | Felsformation      | Bühl Gemarkung Eisental        | 48° 41′ 27″ N, 8° 13′ 14,4″ O   |      | Geologische Einheit: Bühlertalgranit Status: geschützt Geotop-ID ND7                                                 |
| 2937                 | Hardtfelsen am W-Hang des Omerskopf                                                            | Felsformation      | Bühl Gemarkung Neusatz         | 48° 38′ 21,1″ N, 8° 10′ 1,9″ O  |      | Geologische Einheit: Gneisanatexit Status: geschützt Geotop-ID ND31                                                  |
| 2938                 | Hirschfelsen bei der alten Erzgrube, Bühl-Neusatz                                              | Felsformation      | Bühl Gemarkung Neusatz         | 48° 37′ 57,2″ N, 8° 11′ 40″ O   |      | Geologische Einheit: Bühlertalgranit Status: geschützt Geotop-ID ND19                                                |
| 2939                 | Schwarze Felsen, Bühlertal                                                                     | Felsformation      | Bühlertal                      | 48° 39′ 10,7″ N, 8° 12′ 32,6″ O |      | Geologische Einheit: Bühlertalgranit Status: geschützt (Naturdenkmal Schwarze Felsen)                                |
| 2940                 | Scheckenfelsen, Bühlertal                                                                      | Felsformation      | Bühlertal                      | 48° 40′ 51,4″ N, 8° 13′ 23,3″ O |      | Geologische Einheit: Bühlertalgranit Status: geschützt (Naturdenkmal Scheckenfelsen)                                 |
| 2941                 | Immensteinfels, Bühl-Neusatz                                                                   | Felsformation      | Neusatz                        | 48° 39′ 43,8″ N, 8° 11′ 10,9″ O |      | Geologische Einheit: Bühlertalgranit Status: geschützt Geotop-ID ND8                                                 |
| 2942                 | Sickenwalder Horn, Bühlertal                                                                   | Felsformation      | Bühlertal                      | 48° 39′ 32,1″ N, 8° 12′ 36,1″ O |      | Geologische Einheit: Bühlertalgranit Status: geschützt (Naturdenkmal Sickenwalder Horn)                              |
| 2943                 | Wiedenfelsen, Bühlertal                                                                        | Felsformation      | Bühlertal                      | 48° 39′ 38″ N, 8° 13′ 27,9″ O   |      | Geologische Einheit: Bühlertalgranit Status: geschützt (Naturdenkmal Wiedenfelsen)                                   |
| 2944                 | Giersteine, Forbach-Bermersbach                                                                | Felsformation      | Forbach Gemarkung Bermersbach  | 48° 41′ 29,9″ N, 8° 21′ 3,8″ O  |      | Geologische Einheit: Forbachgranit Status: geschützt (Naturdenkmal Giersteine)                                       |
| 2945                 | Felsgruppe, Forbach-Hundsbach                                                                  | Felsformation      | Forbach                        | 48° 36′ 46,8″ N, 8° 16′ 53,6″ O |      | Geologische Einheit: Forbachgranit Status: geschützt (Naturdenkmal Felsgruppe)                                       |
| 2946                 | Schurmsee ca. 3600 m W von Schönmünzach                                                        | Kar                | Forbach                        | 48° 36′ 47,5″ N, 8° 19′ 0″ O    |      | Geologische Einheit: Unterer Buntsandstein Status: mit geschützt (NSG Schurmsee)                                     |
| 2947                 | Blindsee ca. 1700 m SE von Hundsbach                                                           | Kar                | Forbach                        | 48° 36′ 16,7″ N, 8° 17′ 57,5″ O |      | Geologische Einheit: Unterer Buntsandstein Status: mit geschützt (NSG Blindsee bei Hundsbach)                        |
| 2948                 | Lieblingsfelsen, Gaggenau-Hörden                                                               | Felsformation      | Gaggenau                       | 48° 46′ 57,3″ N, 8° 20′ 24,8″ O |      | Geologische Einheit: Rotliegend Status: mit geschützt (NSG Galgenberg, Lieblingsfelsen, Scheibenberg)                |
| 2949                 | Mauzenstein SE von Bernbach                                                                    | Felsformation      | Gaggenau Gemarkung Michelbach  | 48° 46′ 57,3″ N, 8° 20′ 24,8″ O |      | Geologische Einheit: Mittlerer Buntsandstein Status: geschützt (Naturdenkmal Mauzenstein)                            |
| 2950                 | Rockertfelsen, Gernsbach-Hilpertsau                                                            | Felsformation      | Gernsbach Gemarkung Hilpertsau | 48° 44′ 41,3″ N, 8° 22′ 9,9″ O  |      | Geologische Einheit: Forbachgranit Status: geschützt (Naturdenkmal Rockertfelsen)                                    |
| 2951                 | Lautenfelsen, Gernsbach-Lautenbach                                                             | Felsformation      | Gernsbach Gemarkung Lautenbach | 48° 45′ 7,3″ N, 8° 22′ 41,9″ O  |      | Geologische Einheit: Forbachgranit Status: mit geschützt (NSG Lautenfelsen)                                          |
| 2952                 | Orgelfelsen, Gernsbach-Reichental                                                              | Felsformation      | Gernsbach Gemarkung Reichental | 48° 44′ 18,7″ N, 8° 24′ 25,3″ O |      | Geologische Einheit: Forbachgranit Status: geschützt (Naturdenkmal Orgelfelsen)                                      |
| 2953                 | Hohlohmiss SW von Kaltenbronn                                                                  | Moor               | Gernsbach Gemarkung Reichental | 48° 42′ 6,8″ N, 8° 24′ 58,1″ O  |      | Geologische Einheit: Buntsandstein Status: mit geschützt (NSG Kaltenbronn)                                           |
| 2954                 | Dünengebiet Niederwald SW von Rastatt                                                          | Landschaftselement | Iffezheim                      | 48° 49′ 42,9″ N, 8° 10′ 54,4″ O |      | Geologische Einheit: Quartärer Flugsand Status: mit geschützt (NSG Sandheiden und Dünen bei Sandweier und Iffezheim) |
| 2955                 | Bockstein, Loffenau                                                                            | Felsformation      | Loffenau                       | 48° 46′ 14,5″ N, 8° 24′ 11,2″ O |      | Geologische Einheit: Forbachgranit Status: geschützt (Naturdenkmal Bockstein)                                        |
| 2956                 | Brennter Wald, Loffenau                                                                        | Felsformation      | Loffenau                       | 48° 45′ 58,9″ N, 8° 24′ 0,6″ O  |      | Geologische Einheit: Forbachgranit Status: geschützt (Naturdenkmal Brennter Wald)                                    |
| 2957                 | Straßenanschnitt am SW-Ende von Loffenau aus Richtung Gernsbach                                | Aufschluss         | Loffenau                       | 48° 46′ 20,2″ N, 8° 22′ 42″ O   |      | Geologische Einheit: Fanglomerat Status: mit geschützt                                                               |
| 2958                 | Herrenwiessee etwas NW der Schwarzenbachtalsperre                                              | Kar                | Forbach                        | 48° 40′ 4,6″ N, 8° 17′ 44,5″ O  |      | Geologische Einheit: Mittlerer Buntsandstein Status: geschützt (Naturdenkmal Herrenwieser See)                       |
| 2959                 | Glasmiß                                                                                        | Landschaftselement | Forbach                        | 48° 40′ 21,2″ N, 8° 19′ 52,3″ O |      | Geologische Einheit: ? Status: geschützt (Naturdenkmal Glasmiß)                                                      |
| 2960                 | Eulenstein, Bühlertal                                                                          | Felsformation      | Bühl Gemarkung Bühlertal       | 48° 40′ 12″ N, 8° 13′ 27,3″ O   |      | Geologische Einheit: Bühlertalgranit                                                                                 |
| 2961                 | Marienstein, Bühlertal                                                                         | Felsformation      | Bühl Gemarkung Bühlertal       | 48° 40′ 11,5″ N, 8° 13′ 46,9″ O |      | Geologische Einheit: Bühlertalgranit                                                                                 |
| 2962                 | Aufschluss Omerskopf, Bühl-Neusatz                                                             | Aufschluss         | Bühl Gemarkung Neusatz         | 48° 38′ 26,6″ N, 8° 10′ 40,9″ O |      | Geologische Einheit: Mischgneisanatexite                                                                             |
| 2963                 | Alte Erzgrube im Schrotloch, Unterstmatt                                                       | Aufschluss         | Bühl Gemarkung Neusatz         | 48° 37′ 56″ N, 8° 11′ 49,8″ O   |      | Geologische Einheit: Bühlertalgranit                                                                                 |
| 2964                 | Blindseekar (Blinder See) ca. 2600 m NNW der Schwarzenbachtalsperre                            | Kar                | Forbach Gemarkung Bermersbach  | 48° 41′ 11,8″ N, 8° 18′ 22,2″ O |      | Geologische Einheit: Unterer Buntsandstein                                                                           |
| 2965                 | Gertelbachfälle, Bühlertal                                                                     | Wasserfall         | Bühlertal                      | 48° 39′ 46,5″ N, 8° 12′ 54,5″ O |      | Geologische Einheit: Bühlertalgranit                                                                                 |
| 2966                 | Teufelskamin E des Hohen Ochsenkopfs, Forbach                                                  | Kamin              | Forbach                        | 48° 38′ 42,5″ N, 8° 16′ 32,4″ O |      | Geologische Einheit: Mittlerer Buntsandstein                                                                         |
| 2967                 | Steinbrüche im Gebiet Raumünzach                                                               | Aufschluss         | Forbach                        | 48° 38′ 18,2″ N, 8° 20′ 46,7″ O |      | Geologische Einheit: Forbachgranit                                                                                   |
| 2968                 | Eulenfelsen, Forbach-Gausbach                                                                  | Felsformation      | Forbach                        | 48° 41′ 8,7″ N, 8° 21′ 34,4″ O  |      | Geologische Einheit: Forbachgranit                                                                                   |
| 2969                 | Steinbrüche im Gebiet Raumünzach                                                               | Aufschluss         | Forbach                        | 48° 38′ 38,1″ N, 8° 20′ 26,9″ O |      | Geologische Einheit: Forbachgranit                                                                                   |
| 2970                 | Steinbrüche im Gebiet Raumünzach                                                               | Aufschluss         | Forbach                        | 48° 38′ 15,6″ N, 8° 20′ 55,6″ O |      | Geologische Einheit: Forbachgranit                                                                                   |
| 2971                 | Aufg. Steinbruch im Waldgebiet Paternoster ca. 1600 m WNW von Kirschbaumwasen                  | Aufschluss         | Forbach                        | 48° 37′ 45,5″ N, 8° 19′ 59,3″ O |      | Geologische Einheit: Unterer Buntsandstein                                                                           |
| 2972                 | Kar über dem Seegrund wenig E der Badener Höhe                                                 | Kar                | Forbach                        | 48° 40′ 8,5″ N, 8° 16′ 57,1″ O  |      | Geologische Einheit: Unterer Buntsandstein                                                                           |
| 2973                 | Teufelskaminkar am nordöstl. Hang des Hohen Ochsenkopfs ca. 3500 m N von Hundsbach             | Kar                | Forbach                        | 48° 38′ 43,9″ N, 8° 16′ 40,7″ O |      | Geologische Einheit: Unterer Buntsandstein                                                                           |
| 2974                 | Kar Seeberg am SSE-Hang des Hohen Ochsenkopfs N von Hundsbach                                  | Kar                | Forbach                        | 48° 38′ 25,1″ N, 8° 16′ 33,6″ O |      | Geologische Einheit: Unterer Buntsandstein                                                                           |
| 2975                 | Kar am südl. Steilhang des Nägliskopfs ca. 3300 m NE von Hundsbach                             | Kar                | Forbach                        | 48° 38′ 20,7″ N, 8° 18′ 0,1″ O  |      | Geologische Einheit: Unterer Buntsandstein                                                                           |
| 2976                 | Karmulde Kessel am östl. Hang des Vorderen Ochsenkopfs ca. 2000 m N von Hundsbach              | Kar                | Forbach                        | 48° 37′ 50,5″ N, 8° 16′ 51,2″ O |      | Geologische Einheit: Unterer Buntsandstein                                                                           |
| 2977                 | Kar im Vorderen Sauloch ca. 2300 m WNW von Hundsbach                                           | Kar                | Forbach                        | 48° 36′ 59,6″ N, 8° 15′ 1,1″ O  |      | Geologische Einheit: Unterer Buntsandstein                                                                           |
| 2978                 | Kar Hirschlach am O-Hang des Vorderen Langecks ca. 1700 m WSW von Kirschbaumwasen              | Kar                | Forbach                        | 48° 37′ 6,3″ N, 8° 19′ 54,7″ O  |      | Geologische Einheit: Unterer Buntsandstein                                                                           |
| 2979                 | Kar im Waldgebiet Diebau ca. 1500 m SE von Hundsbach                                           | Kar                | Forbach                        | 48° 35′ 59,1″ N, 8° 17′ 31,8″ O |      | Geologische Einheit: Unterer Buntsandstein                                                                           |
| 2980                 | Latschigfelsen, Forbach-Gausbach                                                               | Felsformation      | Forbach Gemarkung Gausbach     | 48° 41′ 30,5″ N, 8° 22′ 46,5″ O |      | Geologische Einheit: Forbachgranit                                                                                   |
| 2981                 | Eulenstein und Hornfelsen SE von Forbach                                                       | Felsformation      | Forbach Gemarkung Gausbach     | 48° 40′ 13″ N, 8° 23′ 21,7″ O   |      | Geologische Einheit: Forbachgranit                                                                                   |
| 2982                 | Felsblöcke in der Murg, Langenbrand                                                            | Aufschluss         | Forbach Gemarkung Langenbrand  | 48° 42′ 31,6″ N, 8° 21′ 37,3″ O |      | Geologische Einheit: Forbachgranit                                                                                   |
| 2983                 | Aufg. Steinbruch Traisbachtal W von Gaggenau                                                   | Aufschluss         | Gaggenau                       | 48° 47′ 47,4″ N, 8° 17′ 36,1″ O |      | Geologische Einheit: Oberrotliegend                                                                                  |
| 2984                 | Aufschluss am Waldseebad Gaggenau                                                              | Aufschluss         | Gaggenau                       | 48° 47′ 54,7″ N, 8° 17′ 50,7″ O |      | Geologische Einheit: Alte Schiefer                                                                                   |
| 2985                 | Aufg. Steinbruch SE vom Waldseebad W von Gaggenau                                              | Aufschluss         | Gaggenau                       | 48° 47′ 45″ N, 8° 17′ 53,8″ O   |      | Geologische Einheit: Oberrotliegend                                                                                  |
| 2986                 | Strassenaufschluss beim Schwimmbad Ottenau                                                     | Aufschluss         | Gaggenau                       | 48° 47′ 7″ N, 8° 20′ 15,4″ O    |      | Geologische Einheit: Oberrotliegend                                                                                  |
| 2987                 | Böschungsanschnitte am Sportplatz W von Gaggenau am Waldrand                                   | Aufschluss         | Gaggenau                       | 48° 48′ 1″ N, 8° 18′ 28,8″ O    |      | Geologische Einheit: Unterrotliegend                                                                                 |
| 2988                 | Aufschluss an der Neubausiedlung Hummelberg/Gaggenau                                           | Aufschluss         | Gaggenau                       | 48° 47′ 52,4″ N, 8° 18′ 42,2″ O |      | Geologische Einheit: Gneis                                                                                           |
| 2989                 | Felswand an der B 462 in Gaggenau N vom Amalienberg                                            | Felsformation      | Gaggenau                       | 48° 47′ 54,5″ N, 8° 19′ 19,4″ O |      | Geologische Einheit: Eisenkiesel                                                                                     |
| 2990                 | Aufg. Steinbruch beim Wasenhaus ca. 2300 m ENE von Michelbach                                  | Aufschluss         | Gaggenau Gemarkung Michelbach  | 48° 49′ 25,2″ N, 8° 23′ 22,3″ O |      | Geologische Einheit: Oberrotliegend                                                                                  |
| 2991                 | Aufg. Steinbruch im Michelbachtal ca. 1100 m NE von Michelbach am Münzberg                     | Aufschluss         | Gaggenau Gemarkung Michelbach  | 48° 49′ 12,1″ N, 8° 22′ 41,8″ O |      | Geologische Einheit: Oberrotliegend                                                                                  |
| 2992                 | Aufg. Steinbruch ca. 1100 m WSW von Bernbach                                                   | Aufschluss         | Gaggenau Gemarkung Michelbach  | 48° 49′ 4,6″ N, 8° 23′ 39,2″ O  |      | Geologische Einheit: Unterer Buntsandstein                                                                           |
| 2993                 | Aufg. Steinbruch ca. 1100 m WSW von Bernbach                                                   | Aufschluss         | Gaggenau Gemarkung Michelbach  | 48° 49′ 12,8″ N, 8° 23′ 50,4″ O |      | Geologische Einheit: Unterer Buntsandstein                                                                           |
| 2994                 | Wasserrriss oberh. des Müllplatzes bei Waldprechtsweier                                        | Landschaftselement | Gaggenau Gemarkung Oberweier   | 48° 51′ 12,6″ N, 8° 19′ 7,9″ O  |      | Geologische Einheit: Pliozäne Klebsande                                                                              |
| 2995                 | Aufg. Steinbruch am Eichelberg, Gaggenau-Rotenfels                                             | Aufschluss         | Gaggenau Gemarkung Rotenfels   | 48° 50′ 20,2″ N, 8° 19′ 9,1″ O  |      | Geologische Einheit: Mittlerer Buntsandstein                                                                         |
| 2996                 | Aufg. Steinbruch auf dem Kübelberg ca. 1300 m NNE von Michelbach                               | Aufschluss         | Gaggenau Gemarkung Rotenfels   | 48° 49′ 55,4″ N, 8° 21′ 40,5″ O |      | Geologische Einheit: Unterer Buntsandstein                                                                           |
| 2997                 | Aufg. Steinbruch an der Strasse N Gaggenau-Michelbach beim Tirolerbrunnen NNE von Michelbach   | Aufschluss         | Gaggenau Gemarkung Rotenfels   | 48° 49′ 43,4″ N, 8° 21′ 32,3″ O |      | Geologische Einheit: Oberrotliegend                                                                                  |
| 2998                 | Bernsteinfels, Gaggenau-Sulzbach                                                               | Felsformation      | Gaggenau Gemarkung Rotenfels   | 48° 48′ 40″ N, 8° 23′ 44,9″ O   |      | Geologische Einheit: Mittlerer Buntsandstein                                                                         |
| 2999                 | Aufschluss an der Alten Landstraße W von Sulzbach                                              | Aufschluss         | Gaggenau Gemarkung Sulzbach    | 48° 48′ 30″ N, 8° 21′ 37,1″ O   |      | Geologische Einheit: Oberrotliegend                                                                                  |
| 3000                 | Aufschluss W-Ortseingang von Gaggenau-Sulzbach                                                 | Aufschluss         | Gaggenau Gemarkung Sulzbach    | 48° 48′ 21,1″ N, 8° 21′ 16,2″ O |      | Geologische Einheit: Oberrotliegend                                                                                  |
| 3001                 | Aufg. Kiesgrube NW von Sulzbach am Hang über dem Ort                                           | Aufschluss         | Gaggenau Gemarkung Sulzbach    | 48° 48′ 32,5″ N, 8° 21′ 31,2″ O |      | Geologische Einheit: Oberrotliegend                                                                                  |
| 3002                 | Aufschluss an Strasse Gernsbach-Oberbeuern SW von Gernsbach                                    | Aufschluss         | Gernsbach                      | 48° 45′ 38,5″ N, 8° 19′ 12,9″ O |      | Geologische Einheit: Oberkarbon                                                                                      |
| 3003                 | Aufg. Steinbruch an der Straße Gernsbach-Oberbeuern ca. 750 m vom Ortsende Gernsbach           | Aufschluss         | Gernsbach                      | 48° 45′ 22,6″ N, 8° 19′ 5,8″ O  |      | Geologische Einheit: Oberkarbon                                                                                      |
| 3004                 | Straßenanschnitt an der Straße Gernsbach-Oberbeuern ca. 800 m vom Ortsende Gernsbach           | Aufschluss         | Gernsbach                      | 48° 45′ 17,7″ N, 8° 19′ 0,5″ O  |      | Geologische Einheit: Oberkarbon                                                                                      |
| 3005                 | Rockertkopf, Gernsbach-Hilpertsau                                                              | Landschaftselement | Gernsbach Gemarkung Lautenbach | 48° 44′ 49″ N, 8° 22′ 7,8″ O    |      | Geologische Einheit: Forbachgranit                                                                                   |
| 3006                 | Aufschlüsse beim Schloß Eberstein S von Gernsbach                                              | Aufschluss         | Gernsbach Gemarkung Obertsrot  | 48° 44′ 58,2″ N, 8° 20′ 34,7″ O |      | Geologische Einheit: Forbachgranit                                                                                   |
| 3007                 | Felswand Grafensprung W der Murg zwischen Scheuern und Obertsrot                               | Felsformation      | Gernsbach Gemarkung Obertsrot  | 48° 44′ 55,4″ N, 8° 20′ 49,9″ O |      | Geologische Einheit: Forbachgranit                                                                                   |
| 3008                 | Seemiß-Kar ca. 2200 m S von Gaistal                                                            | Kar                | Gernsbach Gemarkung Reichental | 48° 45′ 12,2″ N, 8° 26′ 50,5″ O |      | Geologische Einheit: Unterer Buntsandstein                                                                           |
| 3009                 | Seeberg-Kar ca. 5100 m SE von Loffenau                                                         | Kar                | Gernsbach Gemarkung Reichental | 48° 44′ 52,4″ N, 8° 26′ 36,5″ O |      | Geologische Einheit: Unterer Buntsandstein                                                                           |
| 3010                 | Kar in der Hirschklinge ca. 3000 m SSE von Gaistal                                             | Kar                | Gernsbach Gemarkung Reichental | 48° 44′ 53,9″ N, 8° 27′ 34,8″ O |      | Geologische Einheit: Unterer Buntsandstein                                                                           |
| 3011                 | Karform Wändle ca. 5200 m W von Wildbad                                                        | Kar                | Gernsbach Gemarkung Reichental | 48° 44′ 49,6″ N, 8° 28′ 30,2″ O |      | Geologische Einheit: Unterer Buntsandstein                                                                           |
| 3012                 | Kar im Wannenrain ca. 3000 m NNE von Kaltenbronn                                               | Kar                | Gernsbach Gemarkung Reichental | 48° 43′ 48″ N, 8° 26′ 52,9″ O   |      | Geologische Einheit: Unterer Buntsandstein                                                                           |
| 3013                 | Kar im Altloch ca. 3500 m NE von Kaltenbronn                                                   | Kar                | Gernsbach Gemarkung Reichental | 48° 43′ 38,4″ N, 8° 28′ 15,2″ O |      | Geologische Einheit: Unterer Buntsandstein                                                                           |
| 3014                 | Kar beim Hirschbrunnen ca. 1900 m NW von Enzklösterle                                          | Kar                | Gernsbach Gemarkung Reichental | 48° 40′ 26,3″ N, 8° 26′ 48,3″ O |      | Geologische Einheit: Unterer Buntsandstein                                                                           |
| 3015                 | Kar Fischergänger ca. 3300 m W von Enzklösterle                                                | Kar                | Gernsbach Gemarkung Reichental | 48° 39′ 59″ N, 8° 25′ 29,4″ O   |      | Geologische Einheit: Unterer Buntsandstein                                                                           |
| 3016                 | Hermannsmiß ca. 3000 m W von Enzklösterle                                                      | Kar                | Gernsbach Gemarkung Reichental | 48° 39′ 50,1″ N, 8° 25′ 44,7″ O |      | Geologische Einheit: Unterer Buntsandstein                                                                           |
| 3017                 | Ehem. Steinbruch im Fichtental S von Kuppenheim                                                | Aufschluss         | Kuppenheim                     | 48° 48′ 12,7″ N, 8° 15′ 59,7″ O |      | Geologische Einheit: Oberer Muschelkalk                                                                              |
| 3018                 | Aufschluss NE-Seite der Schindelklamm N von Ebersteinburg                                      | Aufschluss         | Kuppenheim                     | 48° 47′ 31,5″ N, 8° 16′ 24,8″ O |      | Geologische Einheit: Grünschiefer                                                                                    |
| 3019                 | Aufg. Marmorbruch im Traisbachtal (Waldseebad) W von Gaggenau                                  | Aufschluss         | Kuppenheim                     | 48° 47′ 51,3″ N, 8° 17′ 35,1″ O |      | Geologische Einheit: Metamorphe Schiefer                                                                             |
| 3020                 | Aufg. Sandgrube S von Kuppenheim am Friedhof                                                   | Aufschluss         | Kuppenheim                     | 48° 49′ 16,5″ N, 8° 15′ 9,7″ O  |      | Geologische Einheit: Pliozäne Sande                                                                                  |
| 3021                 | Bachriss im Fichtental ca. 2000 m SSE von Kuppenheim                                           | Landschaftselement | Kuppenheim                     | 48° 48′ 26,3″ N, 8° 15′ 56,5″ O |      | Geologische Einheit: Oligozäne Konglomerate                                                                          |
| 3022                 | Teufelskammern beim Grossen Loch ESE von Loffenau                                              | Höhle              | Loffenau                       | 48° 45′ 59,8″ N, 8° 24′ 56,4″ O |      | Geologische Einheit: Mittlerer Buntsandstein                                                                         |
| 3023                 | Straßenanschnitt an der Straße Loffenau-Bad Herrenalb ca. 500 m ENE vom Ortsende Loffenau      | Aufschluss         | Loffenau                       | 48° 46′ 31,3″ N, 8° 24′ 9″ O    |      | Geologische Einheit: Oberrotliegend                                                                                  |
| 3024                 | Zwillingskar am Hochkopf-Osthang ca. 800 m NNE von Unterstmatt                                 | Kar                | Ottersweier                    | 48° 38′ 7,1″ N, 8° 12′ 54,1″ O  |      | Geologische Einheit: Unterer Buntsandstein                                                                           |
| 3025                 | Kar am östl. Steilhang des Pfrimmackerkopfs ca. 1500 m NNE von Unterstmatt                     | Kar                | Ottersweier                    | 48° 38′ 25″ N, 8° 13′ 2,6″ O    |      | Geologische Einheit: Unterer Buntsandstein                                                                           |
| 3026                 | Aufg. Steinbruch (Bergsee) E von Sinzheim-Vormberg                                             | Aufschluss         | Sinzheim                       | 48° 45′ 16″ N, 8° 11′ 8,5″ O    |      | Geologische Einheit: Oberrotliegend                                                                                  |
| 3027                 | Aufg. Steinbruch Waldeneck (Peter'scher Bruch) im Iburg-Wald zwischen Neuweier und Baden-Baden | Aufschluss         | Sinzheim                       | 48° 44′ 17,6″ N, 8° 12′ 34,1″ O |      | Geologische Einheit: Rotliegend                                                                                      |
| 3028                 | Aufg. Steinbruch am Fahrweg zwischen Ebenung und Kloster Fremersberg                           | Aufschluss         | Sinzheim                       | 48° 44′ 54,9″ N, 8° 11′ 4,4″ O  |      | Geologische Einheit: Rotliegend                                                                                      |
| 3029                 | Füllenfelsen, Forbach-Langenbrand                                                              | Felsformation      | Weisenbach Gemarkung Auerbach  | 48° 42′ 38,1″ N, 8° 21′ 37,2″ O |      | Geologische Einheit: Forbachgranit                                                                                   |